# Jure Natek
Jure Natek, slovenski rokometaš, * 30. marec 1982, Ljubljana. 
Natek je levo roki igralec rokometa, ki igra na desnem zunanjem položaju. Dober tako v obrambi kot napadu, je igral za različne klube in tudi bil član slovenske rokometne reprezentance. 

## Rokometna kariera
Z rokometom se Natek ukvarja že od otroštva. Njegov prvi rokometni klub je bil Prule 67, kasneje je igral za RD Slovan, RK Trimo Trebnje in RK Celje Pivovarna Laško. 

### Največji uspehi
- Evropski prvak lige prvakov 2004 (Celje Pivovarna Laško)
- Državni prvak Slovenije 2004, 2005 (Celje Pivovarna Laško)
- Evropsko prvenstvo v rokometu 2004 - 2. mesto (Slovenska rokometna reprezentanca)